# Chaetostoma anale
Chaetostoma anale är en fiskart som först beskrevs av Fowler, 1943.  Chaetostoma anale ingår i släktet Chaetostoma och familjen Loricariidae. Inga underarter finns listade i Catalogue of Life.